# Écozone paléarctique : plantes à graines par nom scientifique (AN)
| AC 
| AL 
| AN
| AR 
| AS |

## A

### An

#### Ana
- Anacamptis - fam. Orchidacées
  - Anacamptis pyramidalis - Orchis pyramidal

- Anacardium - fam. Anacardiacées (arbre fruitier)
  - Anacardium occidentale - Noix de cajou ou « Acajou à pommes »

- Anacyclus - fam. Astéracées
  - Anacyclus clavatus - Anacycle tomenteux
  - Anacyclus pyrethrum
  - Anacyclus radiatus
  - Anacyclus valentinus

- Anadenanthera

- Anagallis - fam. Primulacées (plante adventice)
  - Anagallis arvensis - Mouron des champs ou « Morgeline » ou « Mouron rouge »

- Anagyris
  - Anagyris foetida - Anagyre fétide

- Ananas - fam. Broméliacées (plante fruitière)
  - Ananas comosus - Ananas
  - Ananas sativus ou Bromelia ananas - Ananas

- Anaphalis - fam. Astéracées (plante de rocaille)
  - Anaphalis margaritacea - Immortelle de Virginie - photo
  - Anaphalis sinica
    - Anaphalis sinica morii

  - Anaphalis triplinervis - photo

#### Anc
- Anchusa - fam. Boraginaceae
  - Anchusa azurea - Buglosse d'Italie ou Fausse bourrache (syn.Anchusa italica Retz.)
  - Anchusa capensis - Buglosse du Cap
  - Anchusa crispa - Buglosse crêpu
  - Anchusa officinalis - Buglosse officinale

#### And
- Andira

- Andrachne

- Androcalymma

- Andromeda
  - Andromeda glaucophylla
    - Andromeda glaucophylla latifolia - photo

  - Andromeda polifolia - photo
    - Andromeda polifolia alba - photo
    - Andromeda polifolia compacta - photo
    - Andromeda polifolia glaucophylla
    - Andromeda polifolia macrophylla

- Andropogon - fam. Poacées Graminées
  - Andropogon distachyos -  Andropogon à deux épis
  - Andropogon gerardii -  Barbon de Gérard
  - Andropogon nardus ou Andropogon citratus - Citronnelle

- Androsace - fam. Primulacées
  - Androsace carnea - Androsace carnée
  - Androsace pyrenaica - Androsace des Pyrénées
  - Androsace septentrionalis - Androsace septentrionale

- Andryala - fam. Astéracées
  - Andryala agardhii
  - Andryala integrifolia - Andryale à feuilles entières
  - Andryala laxiflora
  - Andryala levitomentosa
  - Andryala ragusina

#### Ane
- Anemone - fam. Renonculacées
  - Anemone altaica
  - Anemone apennina -  Anémone des Apennins
  - Anemone baldensis
  - Anemone blanda - Anémone de Grèce - photo
  - Anemone canadensis - Anémone du Canada - photo
  - Anemone coronaria -  Anémone couronnée
  - Anemone dichotoma
  - Anemone hortensis
  - Anemone hupehensis
    - Anemone hupehensis praecox - photo

  - Anemone hupehensis splendens
  - Anemone hybrida
    - Anemone hybrida pamina - photo

  - Anemone lesseri - photo
  - Anemone leveillei
  - Anemone multifida
    - Anemone multifida major
    - Anemone multifida rubra

  - Anemone narcissifolia - Anémone à fleurs de narcisse
  - Anemone nemorosa - Anémone sylvie
  - Anemone nemorosa - photo
    - Anemone nemorosa alba plena
    - Anemone nemorosa bracteata plena
    - Anemone nemorosa robinsoniana - photo

  - Anemone paeonia - Anémone paon
  - Anemone palmata
  - Anemone pavoniana
  - Anemone pavonina
  - Anemone parviflora
  - Anemone ranunculoides - Anémone fausse renoncule - photo
    - Anemone ranunculoides pleniflora

  - Anemone reflexa
  - Anemone rivularis - photo
  - Anemone sylvestris - Anémone des bois
  - Anemonella thalictroides - photo
  - Anemone tomentosa
    - Anemone tomentosa robustissima - photo

  - Anemone trifolia
  - Anemone uralensis

- Anemonella
  - Anemonella thalictroides

- Anemonopsis

- Anethum - fam. Apiacées
  - Anethum graveolens - Aneth ou Fenouil bâtard
  - Anethum sowa - Aneth Indien

#### Ang
- Angelica - fam. Apiacées
  - Angelica archangelica - Angélique officinale - photo
  - Angelica atropurpurea - Angélique noire-pourprée
  - Angelica gigas - photo
  - Angelica heterocarpa - Angélique à fruits variables
  - Angelica lucida - Angélique brillante

- Angelonia
  - Angelonia gardneri

#### Ani
- Anisoptera - fam. Diptérocarpacées
  - Anisoptera costata

#### Ann
- Annona - fam. Annonaceae (arbre fruitier)
  - Annona muricata - Corossolier
  - Annona reticulata - Cœur de bœuf, Cachiman, Corossolier réticulé
  - Annona squamosa - Attier

- Anogramma
  - Anogramma leptophylla

#### Anq
- Aquilegia
  - Aquilegia canadensis - Ancolie du Canada

#### Ant
- Antegibbaeum
  - Antegibbaeum fissoides

- Antennaria - (plante vivace)
  - Antennaria canadensis - Antennaire du Canada
  - Antennaria dioica - Antennaire dioïque
  - Antennaria dioica borealis
    - Antennaria dioica rubra - photo

  - Antennaria neglecta - Antennaire négligée
  - Antennaria rosea - Antennaire

- Anthemis - fam. Astéracées
  - Anthemis argyranthemum - Anthemis
  - Anthemis carpatica - photo
  - Anthemis coronopifolium - Anthemis
  - Anthemis frutescens ou Chrysanthemum frutescens - Anthemis
  - Anthemis hybrida - photo1, photo2, photo3
  - Anthemis montana - Anthemis des montagnes
  - Anthemis nobilis  - voir Ormenis nobilis
  - Anthemis speciosa -  Camomille
  - Anthemis tinctoria - Anthémis des teinturiers

- Anthericum - fam. Liliacées
  - Anthericum liliago

- Anthriscus
  - Anthriscus sylvestris - Anthrisque des bois

- Anthoxanthum - fam. Poacées ou Graminées
  - Anthoxanthum odoratum - Flouve odorante ou « Foin d'odeur »
  - Anthoxanthum puelii - Flouve de Puel

- Anthriscus - fam. Apiacées
  - Anthriscus cerefolium - Cerfeuil

- Anthurium - fam. Aracées (plante épiphyte)

- Anthyllis - fam. Fabacées
  - Anthyllis barba-jovis -  Anthyllide barbe-de-Jupiter
  - Anthyllis gerardi -  Anthyllis de Gérard
  - Anthyllis tetraphylla -  Anthyllide tétraphylle
  - Anthyllis vulneraria -  Anthyllide rouge

- Antigonon - fam. Polygonacées (liane grimpante)
  - Antigonon leptopus - Liane corail

- Antimima - fam. Aizoacées
  - Antimima addita
  - Antimima alborubra
  - Antimima androsacea
  - Antimima argentea
  - Antimima aurasensìs
  - Antimima biformis
  - Antimima bina
  - Antimima bracteata
  - Antimima brevicarpa
  - Antimima brevicollis
  - Antimima buchubergensis
  - Antimima compacta
  - Antimima compressa
  - Antimima concinna
  - Antimima condensa
  - Antimima crassifolia
  - Antimima dasyphylla
  - Antimima defecta
  - Antimima dekenahi
  - Antimima distans
  - Antimima dolomitica
  - Antimima dualis
  - Antimima eendornensis
  - Antimima elevata
  - Antimima emarcescens
  - Antimima erosa
  - Antimima evoluta
  - Antimima exsurgens
  - Antimima fenestrata
  - Antimima fergusoniae
  - Antimima gracillima
  - Antimima granitica
  - Antimima hallii
  - Antimima hamatilis
  - Antimima hantamensis
  - Antimima herrei
  - Antimima intervallaris
  - Antimima ivori
  - Antimima karroidea
  - Antimima klaverensis
  - Antimima koekenaapensis
  - Antimima komkansica
  - Antimima lawsonii
  - Antimima leipoldtii
  - Antimima leucanthera
  - Antimima levjisiae
  - Antimima limbata
  - Antimima lodewykii
  - Antimima loganii
  - Antimima lokenbergensis
  - Antimima longipes
  - Antimima luckhoffii
  - Antimima maleolens
  - Antimima maxwellii
  - Antimima menniei
  - Antimima mesklipensis
  - Antimima meyerae
  - Antimima microphylla
  - Antimima minima
  - Antimima minutifolia
  - Antimima modesta
  - Antimima mucronata
  - Antimima mutica
  - Antimima nobilis
  - Antimima nordenstamii
  - Antimima oviformis
  - Antimima papillata
  - Antimima paucifolia
  - Antimima pauper
  - Antimima peersii
  - Antimima perforata
  - Antimima persistens
  - Antimima pilosula
  - Antimima piscodora
  - Antimima prolongata
  - Antimima propinqua
  - Antimima prostrata
  - Antimima pumila
  - Antimima pusilla
  - Antimima pygmaea
  - Antimima quarzitica
  - Antimima roseola
  - Antimima saturata
  - Antimima saxicola
  - Antimima schlechteri
  - Antimima simulans
  - Antimima sobrina
  - Antimima solida
  - Antimima stayneri
  - Antimima stokoei
  - Antimima subtruncata
  - Antimima triquetra
  - Antimima tubercolosa
  - Antimima turneriana
  - Antimima vanzylii
  - Antimima varians
  - Antimima ventricosa
  - Antimima verruculosa
  - Antimima watermeyeri
  - Antimima wittebergensis

- Antirrhinum - fam. Scrophulariacées
  - Antirrhinum latifolium -  Muflier à feuilles larges
  - Antirrhinum majus - Muflier